# Конопкі-Бялисток
Конопкі-Бялисток (пол. Konopki-Białystok) — село в Польщі, у гміні Грабово Кольненського повіту Підляського воєводства.
Населення — 199 осіб (2011).
У 1975-1998 роках село належало до Ломжинського воєводства.

## Демографія
Демографічна структура станом на 31 березня 2011 року:
|          | Загалом | Допрацездатний вік | Працездатний вік | Постпрацездатний вік |
| -------- | ------- | ------------------ | ---------------- | -------------------- |
| Чоловіки | 103     | 22                 | 71               | 10                   |
| Жінки    | 96      | 25                 | 57               | 14                   |
| Разом    | 199     | 47                 | 128              | 24                   |